# Série alternada
Em matemática, série alternada é uma série do tipo:
{\displaystyle \sum _{n=1}^{\infty }(-1)^{n-1}a_{n}=a_{1}-a_{2}+a_{3}-a_{4}+...+(-1)^{n-1}a_{n}+...}
É convergente se {\displaystyle a_{k}} ≥ {\displaystyle a_{k+1}} > 0, para todo k, e se {\displaystyle \lim _{n=\infty }a_{n}=0}.